# Copiapoa
Copiapoa és un gènere de cactus són plantes natives dels deserts costaners, en particular del desert d'Atacama del nord de Xile. Aquest gènere consta d'unes 26 espècies. La morfologia de les espècies varia des de la forma esfèrica a la lleugerament columnar i pel que fa al color des del marronós al verd blavós.

## Taxonomia
Pilocopiapoa F.Ritter ha passat a ser un sinònim d'aquest gènere, els especialistes també hi inclouen el gènere Blossfeldia.
- Copiapoa atacamensis

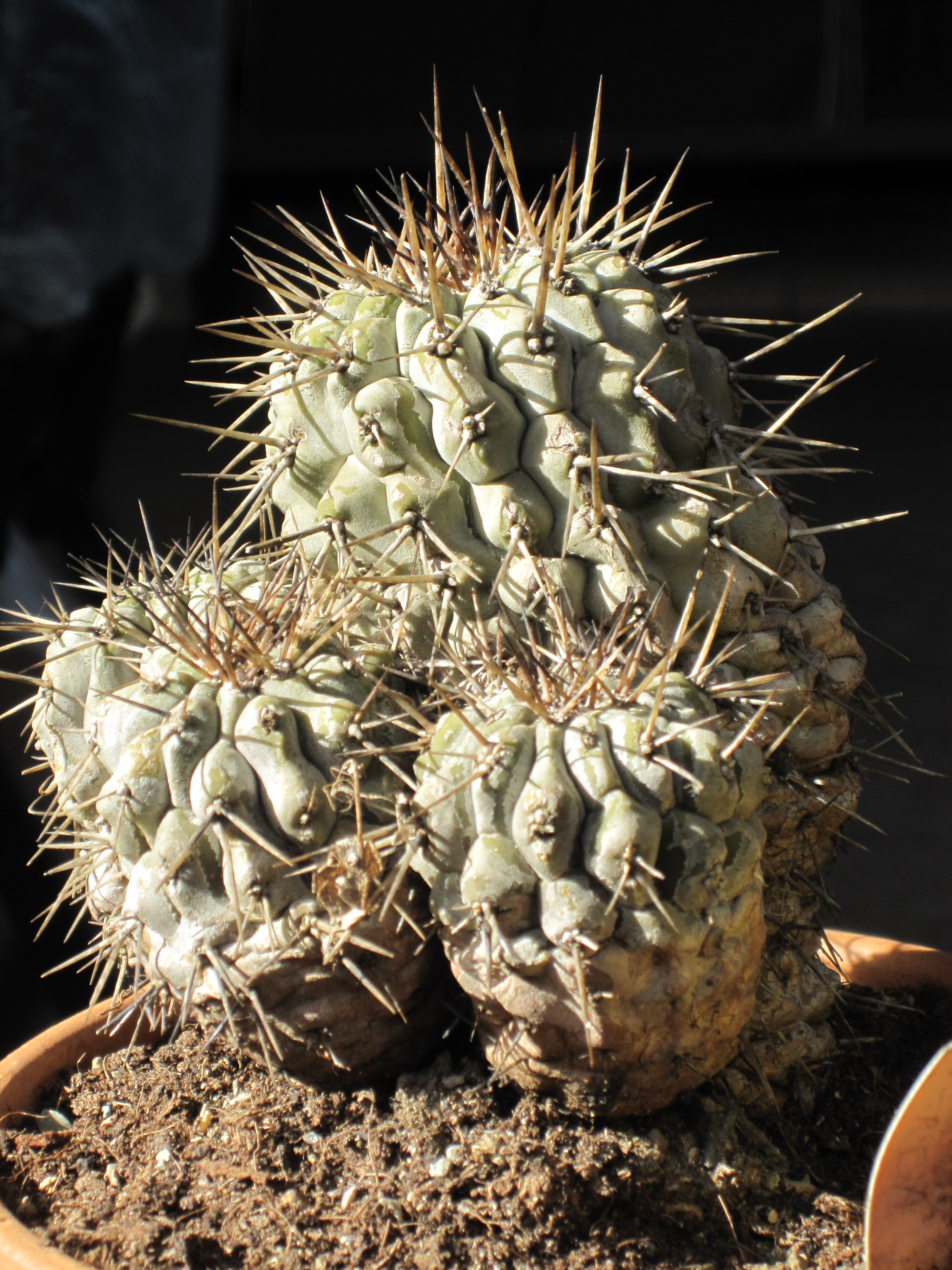
Copiapoa cinerea

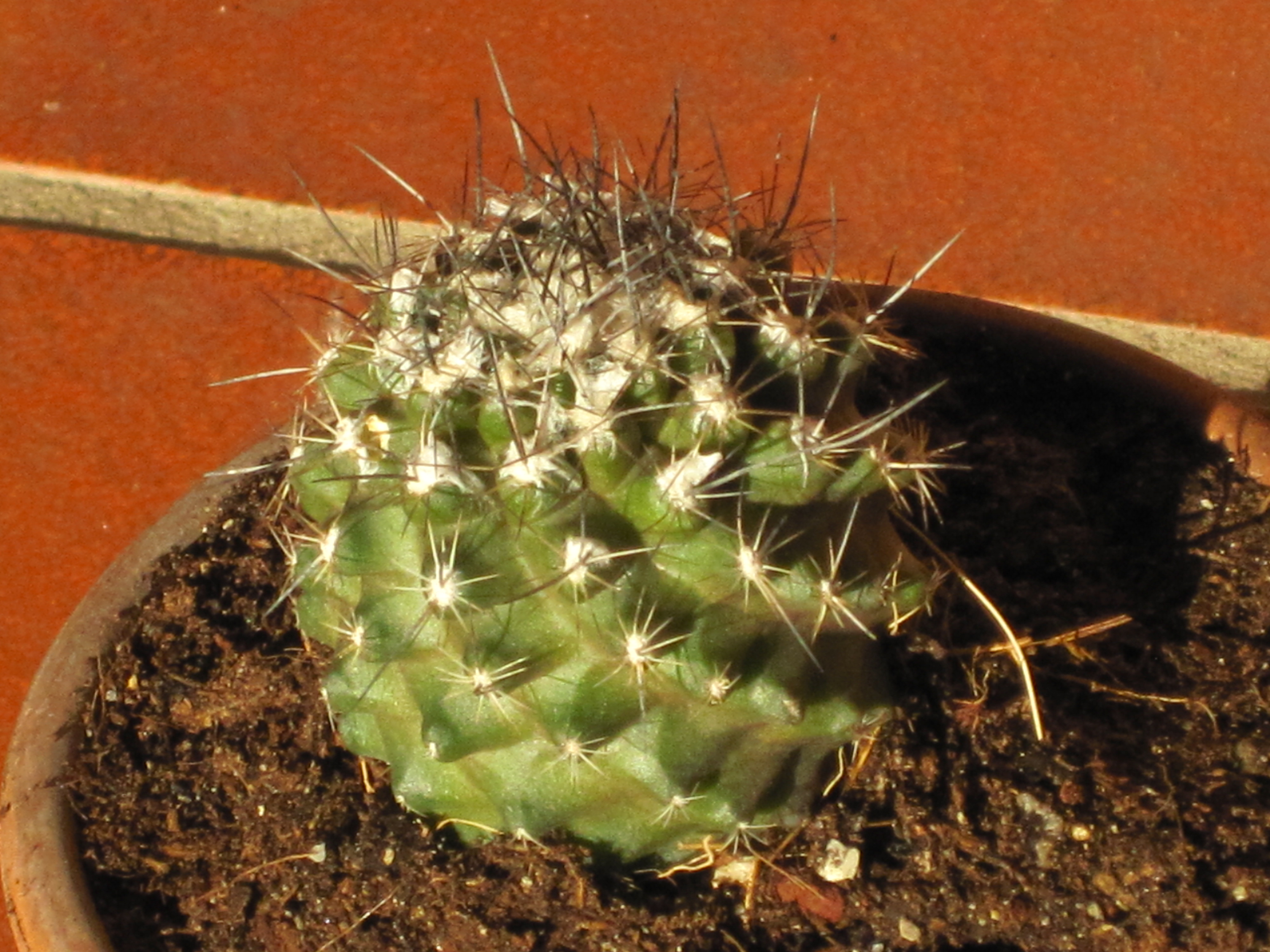
Copiapoa humilis var. tenuissima

- Copiapoa bridgesii (Copiapoa de Bridges)
- Copiapoa calderana
- Copiapoa cinerascens
- Copiapoa cinerea (Copiapoa de Philippi)
- Copiapoa conglomerata
- Copiapoa coquimbana (Coquimbano)
- Copiapoa echinoides
  - Copiapoa echinoides var. cuprea
  - Copiapoa echinoides var. dura
- Copiapoa esmeraldana
- Copiapoa fiedleriana (syn. C. echinata[1])
- Copiapoa grandiflora
- Copiapoa haseltoniana
- Copiapoa humilis (Humildito)
- Copiapoa hypogaea
- Copiapoa krainziana (Chascón)
- Copiapoa laui
- Copiapoa longistaminea
- Copiapoa malletiana (Copiapoa de Carrizal)
- Copiapoa marginata
- Copiapoa megarhiza
- Copiapoa mollicula (Bajotierra)
- Copiapoa serpentisulcata
- Copiapoa solaris
- Copiapoa solaris var. ferox
- Copiapoa taltalensis (Quisco del Desierto)
- Copiapoa tenuissima
- Copiapoa tocopillana (Tocopillano)